# Pseudonitrole
Pseudonitrole sind Reaktionsprodukte sekundärer Nitroalkane mit salpetriger Säure:
Hingegen werden durch die Umsetzung von primären Nitoalkanen mit salpetriger Säure Nitrolsäuren erhalten.

## Eigenschaften
In kristallinem Zustand liegen die Pseudonitrole als farblose Dimere vor, während in Lösung oder in der Schmelze die intensiv blaugefärbten Monomere vorliegen.